# 23811 Connorivens
23811 Connorivens è un asteroide della fascia principale. Scoperto nel 1998, presenta un'orbita caratterizzata da un semiasse maggiore pari a 2,6096296 UA e da un'eccentricità di 0,1369557, inclinata di 3,59369° rispetto all'eclittica.